# Kalkreuthové

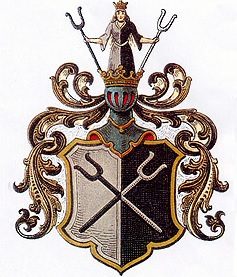
Erb Kalkreuthů

Kalkreuthové (také Kalkreutové, Kolikreitarové z Kolikreitu nebo Kolichkrejtárové z Kolichrejtu) jsou šlechtický rod pocházející z Dolního Slezska.

## Jihočeská větev rodu
V polovině 16. století se usadila v jižních Čechách jedna větev tohoto rodu a začala se psát Kolikreitarové z Kolikreitu (také Kolichkrejtárové z Kolichrejtu).
Jan Kolikreitar z Kolkreitu koupil v roce 1562 vsi Černý Dub a Poříčí. Jeho syn Melichar postavil v Černém Dubu tvrz.
Agnes Kolichreiter von Cernoduben se v roce 1611 vdala za německého básníka Theobalda Hocka. Ten byl sekretářem Petra Voka z Rožmberku, který jim v Třeboni ve dnech 27.–30 září 1611 vystrojil nákladnou svatbu. Žila v Žumberku, kde je v kostele Umučení svatého Jana Křtitele pohřbena.
Kryštof Kolikreitar z Kolikreitu koupil v tvrz Habří, kterou Kolikreitarové přestavěli do renesančního slohu. Tvrz zdědil Lev Kolikreitar a po něm pak Melichar Kolikreitar, kterému byl zkonfiskována polovina majetku kvůli tomu, že se přidal ke stavovskému povstání.
Lev Kolikreitar z Kolikreitu koupil v roce 1650 tvrz s příslušenstvím ve Vracově (16 km jihovýchodně od Českého Krumlova).
Leopold Václav Kolikreitar z Kolikreitu koupil v roce 1661 tvrz s dvorem a vsí Miloňovice a vsi Zorkovice, Novou Ves a Sudkovice.

## Slezská větev rodu
Slezská větev rodu byla v roce 1678 povýšena do panského stavu. V roce 1656 koupila Kyjovice, kde Quido Antonín Kalkreuther postavil v roce 1783 barokní zámek.